# ГЕС Лана
ГЕС Лана — гідроелектростанція на півночі Італії, яка використовує ресурс північно-східної частини Ортлерських Альп. Знаходячись після ГЕС Сан-Панкраціо, становить нижній ступінь в каскаді на річці Вальсура (нім. Falschauer), яка є правою притокою Адідже (впадає в Адріатичне море утворюючи спільну дельту із По).
Відпрацьована на ГЕС Сан-Панкраціо вода потрапляє в однойменне водосховище площею поверхні 0,13 км2 та об'ємом 3 млн м3, яке утримує арково-гравітаційна гребля Альборело висотою 58 метрів та довжиною 119 метрів. Окрім прямого стоку, сюди також перекидають воду із річки Марано. Від сховища прокладено дериваційний тунель довжиною 6,8 км, який по дорозі отримує поповнення із потоку Кьєза. На завершальному етапі він переходить у напірний водогін довжиною 0,5 км, що подає ресурс до підземного машинного залу.
Зал обладнаний трьома турбінами типу Пелтон загальною потужністю 120 МВт, яка при напорі у 478 метрів забезпечують виробництво 180 млн кВт·год електроенергії на рік.